# 德涅斯特河口
德涅斯特河口（烏克蘭語：Дністровський лиман）是一個河口，位於德涅斯特河下游，流入黑海。 
它位於烏克蘭的敖德薩州，連接布賈克和烏克蘭本土。比爾霍羅德-德涅斯特羅夫斯基市位於其西岸，奧維迪奧波爾位於其東岸。 沙博位于下游，並以其葡萄酒而聞名。 
河口是比爾霍羅德-德涅斯特羅夫斯基海港的所在地。
河口的面積介乎360至408平方公里之間，長42.5公里，最大寬度為12公里。  平均深度為1.8米，最大深度為2.7米。
唯一連接布賈克的道路是沿著河口的P70道路，另外為了避開河口北端的沼澤，M15高速公路必須穿過摩爾多瓦。

## 2022年俄羅斯入侵烏克蘭
2022年5月2日，在俄羅斯入侵烏克蘭期間，俄羅斯襲擊了河口上一座具有重要戰略意義的橋梁。

## 另見
- 別列贊河
- 大阿德扎雷克河

## 外部連結
- Datasheet from www.wetlands.org (pdf file)[永久]
- （俄語） 1:100,000 topographic map of the liman - northern section
- （俄語） 1:100,000 topographic map of the liman - southern section